# Rundbold
Rundbold er et boldspil, hvor to hold skiftevis forsøger at tjene point ved at ramme en bold med et bat og løbe en omgang rundt om fire kegler. Rundbold spilles på mange skoler i fx idrætstimerne. Reglerne er simple og det kræver ikke de store tekniske færdigheder. 
I mere avancerede udgaver af rundbold bruger man også et pointsystem. Det er også muligt at lægge forhindringer ind i rundbold, i så fald kaldes det for redskabsrundbold.

## Regler

### Hold
Hvert hold stiller til start med 7 spillere. Ud over de 7 spillere, kan holdene have tilknyttet et vilkårligt antal udskiftere. Under en kamp må et hold dog maksimalt foretage 3 udskiftninger. Spilles turnering må en spiller kun være tilknyttet ét enkelt hold.

### Dommer
I situationer hvor gentlemanmanererne måske ikke er tilstrækkelige til at sikre en fair kamp, kan der inddrages en dommer. Dommeren skal være bekendt med nyeste version af dette regelsæt og være upartisk stillet i forhold til de dystende hold. Dommerens funktion er at afgøre uoverensstemmelser samt tælle point. Desuden har en dommer ret til, ved grove overtrædelser af disse regler, at uddele advarsler samt endog udvise spillere. En udvist spiller fra indeholdet tæller som én død der ikke kan befries i pågældende inning.

### Udstyr
Der spilles med en gul standard tennisbold, her gælder samme regulatur for bolde som ved tennisturneringer.
Til hver kamp må de spillende hold medtage maksimalt 3 boldtræ, der hver især skal overholde de for boldtræ gældende regler. Boldtræ skal som navnet antyder, være udført i træ. Længden må maksimalt være 100 cm. For runde boldtræ, må diameteren ikke noget sted overskride 6 cm og for flade boldtræ, må bredden ikke noget sted overskride 8 cm.
I tilfælde af at et givent boldtræ skulle knække, flække eller på anden vis ødelægges under en kamp, er det ikke tilladt at udskifte det pågældende boldtræ. En eventuel dommer vurderer om det fortsat er forsvarligt at benytte et beskadiget boldtræ.
Et hold skal så vidt muligt stille i ensartet uniformering. I modstridende tilfælde kan en accept gives af modstanderholdet, hvorved der opnås dispensation. Sko med knopper er desuden accepteret udstyr. Af sikkerhedshensyn er det tilladt at benytte golfhandsker og dets lige når man skal skyde.
Det er ikke tilladt at benytte sig af udstyr, der ikke er skrevet ovenfor.

### Banen
Banen skal opstilles på et fladt græsareal. Er der inklination på arealet, placeres banen således at det er til indeholdets fordel, det vil sige at stopklodsen ligger på højeste punkt. Figur 1 viser en skematisk repræsentation af banen, efter hvilken alt skal opstilles. Løbebanen skal være rektangulær med målene 22 m x 16 m. Til hjørne- og baglinjemarkeringer bruges kegler med en minimumshøjde på 38 cm. Stopklodsen skal være en flad træklods på 20 cm x 20 cm. Boldringen (en markering af snor på græsset, over hvilken indeholdet svinger boldtræet når der skal skydes) skal være kvadratisk med målene 50 cm x 50 cm. Boldringen placeres midt mellem 1. og 4. kegle, trukket 1.5 m væk fra løbebanen jf. fig. 1.

### Spil
En kamp er opbygget af 5 innings, hvor hver inning udgør et spil med én indeperiode samt én udeperiode til hvert hold. En spiller der færdiggør et godkendt løb mellem 3. og 4. kegle indbringer 1 point til indeholdet. En befrier scorer 2 point hvis indeholdet ingen døde spillere har. Holdet med flest points efter 5 innings, vinder den samlede kamp. En kamp kan altså ende uafgjort hvis stillingen er lige efter sidste inning. Hvilket hold der starter første inning inde, afgøres ved lodtrækning (møntkast) af en eventuel dommer eller en upartisk observatør.
Inde og udeholdet skifter plads når indeholdet opnår 3 døde, eller hvis der ikke er flere indespillere tilbage til at skyde.
Efter et skift stiller det nye indehold sig i en veldefineret kø, klar til at skyde. Rækkefølgen i denne kø må ikke ændres under vejs. Desuden bestemmer den rækkefølge, hvorved løberne passerer 4. kegle, den rækkefølge med hvilken spillerne skal stille sig bag køen.
Indeholdets spillere må ikke forsætligt stå i vejen for stopperen og under ingen omstændigheder ramme bolden når den er i spil.
Udeholdets spillere må aldrig stå tættere end 5 m på den skydende indespiller i skudøjeblikket. Følgelig må udespillere heller ikke forsætligt stå i vejen på løbebanen mellem keglerne.

### Stopper
Ved start på en udeperiode vælger udeholdet en spiller fra deres hold, der skal være fast stopper i hele den fortløbende udeperiode. Skiftes stopperen ud undervejs, koster dette en af holdets udskiftninger, uanset om udskiftningen blot er med en allerede spillende udespiller.
Hvis indespilleren, der skal til at skyde, ønsker det, skal bolden gives op af stopperen på følgende måde. Stopperen skal være i kontakt med stopklodsen under udførelsen. Kastet skal være et blødt underhåndskast uden skru, der minimum når over hovedhøjde på indespilleren samt lander indenfor boldringen.
I skudøjeblikket skal stopperen altid være i kontakt med stopklodsen, uanset om der gives op eller ej. Er indespilleren der skal skyde venstrehåndet, kan der gives op fra venstre side af boldringen uden kontakt til stopklodsen.
Stopperen må ikke bruge andet end sine hænder til at gribe bolden med. For at lukke løbebanen skal stopperen have kontrol over bolden, være i kontakt med stopklodsen og tydeligt råbe STOP!

### Skud
Indespilleren der skal skyde, vælger enten selv at give bolden op eller lade opgiveren gøre det. Der gives 3 forsøg til at ramme bolden, og en snitter tæller for en ramt bold. Boldtræet skal altid svinges over boldringen.
Har indespilleren der skal skyde, mistanke om at opgiverens kast ikke lander inden for boldringen, må vedkommende vælge ikke at slå efter den. Hvis bolden så lander inde i ringen, tæller dette som et skudforsøg, ellers ikke.
Vælger spilleren at svinge boldtræet efter en af opgiveren kastet bold, uden at ramme den, og den lander uden for boldringen, tæller dette som et skudforsøg.
Når der er ramt, er skuddet godkendt hvis bolden enten lander inden for de 4 kegler der udgør løbebanen eller lander i det tilladte område bagved baglinjen, jf. bold inde på fig. 1. Lander bolden derimod direkte i bold ude område, dømmes bolden ude og indespilleren der skød dør.
Efter skuddet er udført, skal boldtræet lægges kontrolleret på jorden, hvorefter løbet må påbegyndes. Der skal altid løbes bag om opgiveren og 1. kegle skal rundes.

### Løb
Der løbes på banen mod urets retning fra 1. til 4. kegle, jf. fig. 1. En løber er i sikkerhed, hvis vedkommende har kontakt til græsset bagved løbebanen mellem to kegler. Det er ikke tilladt at vende tilbage keglen efter påbegyndt løb og bolden skal være ramt før der må løbes. I et løb skal alle kegler rundes på ydersiden, overholdes disse regler ikke dør løberen.
Spillere dør hvis de er i løb idet øjeblik et skud der bliver dømt ude. Kan løbere nå i sikkerhed, inden ”ude” kendelsen falder, er løbene godkendt.
Der må løbes fra det øjeblik bolden er ramt og indtil opgiveren lukker løbebanen ved at råbe STOP! Er en spiller i løb og ikke nået i sikkerhed bag en ny kegle når der lukkes, er vedkommende død. Hvis spilleren, når løbebanen lukkes, er i luften og lander direkte i sikkerhed, er spilleren stadig død. Der skal være kontakt med græsset bag keglen før vedkommende er i sikkerhed.
Der er ingen øvre grænse for hvor mange løbere der må vente ved hver kegle. Løbere må ikke med overlæg stå i vejen for udeholdets arbejde i marken, og ikke røre bolden når den er i spil.
Løber spilleren, der har skudt, hele løbebanen rundt på ét gyldigt slag, laves en befrier. Har indeholdet samtidigt døde spillere, befries den spiller der døde først, og vedkommende stiller sig i køen efter sin befrier. Befriere kan ikke gemmes.

### Gribere
Hvis en bold ikke rører jorden, fra den bliver ramt af boldtræet til en udespiller griber den, dør indespilleren der har skudt samt eventuelle løbere i løb. Kan løbere, nå i sikkerhed inden bolden gribes godkendes løbene. Man må kun benytte hænderne for at opnå en godkendt griber. Hvis en spiller fra udeholdet forsøger at gribe en bold, men taber den inden den er under kontrol, tæller skuddet uafhængigt af ellers gyldighed.

### Rokade
Tredje gang opgiveren fejler at ramme boldringen ved opgivningskast, må indeholdet lave en rokade. Det vil sige at alle løbere, der står ved kegle 1, 2 eller 3, må gå frem til næste kegle på løbebanen. En dommer kan i specielle situationer dømme rokade, som sanktion mod udeholdet.

## Dyrkelse af sporten
Rundbold bliver primært dyrket af amatører og der er ikke rigtig professionelle rundboldklubber. Ønsker man at dyrke sporten professionelt vælger mange at spille det mere avancerede baseball eller softball. Men sporten er populær fx til familiefester, arbejdsudflugter og som sagt i skoler.
Dansk Softball Forbund introducerede i 2024 Baseball5 (en), som er en forsimplet indendørs/urban version af Baseball og Softball. Denne version minder på mange måder om rundbold og er nok det tætteste man kommer på organiseret rundbold i Danmark. 